# Signaturwaffe
Eine Signaturwaffe (engl. smart gun) ist eine Schusswaffe, die ausschließlich durch eine autorisierte Person abgefeuert werden kann. Durch diese Sicherheitsfunktion kann eine missbräuchliche Verwendung durch Dritte vermieden werden. Während das Konzept für solche Waffen bereits seit längerer Zeit bekannt ist und in der Populärkultur, insbesondere in Actionfilmen, wiederholt dargestellt wurde, gibt es entsprechende Prototypen erst seit wenigen Jahren.

## Funktionsweise
Signaturwaffen werden durch eine Zugangsberechtigung geschützt, die überwiegend auf elektronischen Schaltungen basiert. Hierfür können beispielsweise biometrische Daten oder PIN-Verfahren genutzt werden. Ebenso ist die Implantierung eines Verichips unter die Haut des Waffenbesitzers möglich, was von Datenschützern jedoch stark kritisiert wird. Weitere Autorisierungsmethoden stellen RFID-Chips und magnetische Ringe dar. Letztere haben bereits eine Praxistauglichkeit erreicht. Damit eine Elektronik das nicht autorisierte Abfeuern einer Signaturwaffe verhindern kann, muss eine Schnittstelle zwischen der Sicherungselektronik und der Waffenmechanik existieren.
Systeme mit RFID-Identifizierung werden bereits am Markt angeboten, wie das von Armatix, bei dem der Chip in einer Armbanduhr integriert ist, der die Waffe freischaltet.
Im Herbst 2012 wurde mit dem Würkner-Personal-Weapon-Lock (WPW-Lock) ein neuer Ansatz vorgestellt, der mit der Logik, dass eine Waffe nur in die Hand oder das Holster ihres Besitzers gehört, eine neue Herangehensweise zur Lösung des Problems eröffnet. WPW-Lock basiert auf folgendem Prinzip. Die Waffe wird durch ein Entriegelungselement (Schlüssel, RFID, Barcode etc.) entriegelt und dieser Aktivzustand wird durch einen Griffsensor (mechanischer Hebel, beliebiger elektronischer Sensor wie beispielsweise Ultraschall) aufrechterhalten, solange die Waffe ununterbrochen in der Hand gehalten wird. Vorteil dieses Ansatzes ist, dass er auch rein mechanisch verwirklicht werden kann, dass er nicht wie elektronische Lösungen durch Jammer gestört werden kann und dass er die Sicherheit im Umgang mit Waffen extrem erhöht, da jede abgelegte oder entwendete Waffe sofort automatisch dauerhaft gesperrt ist.

## Gesetzgebung und Politik

### Deutschland
In Deutschland wurde im Rahmen einer Novellierung des Waffengesetzes im Gefolge des Amoklaufs von Winnenden das Bundesministerium des Innern ermächtigt, durch Rechtsverordnung mit Zustimmung des Bundesrates gegebenenfalls „die Ausstattung der Schusswaffe mit mechanischen, elektronischen oder biometrischen Sicherungssystemen“ vorzuschreiben (§ 36 Abs. 5 Nr. 3 WaffG  vom 25. Juli 2009). Im Augenblick ist eine derartige Verordnung des Innenministeriums nicht vorgesehen, was nicht zuletzt an der geringen Verfügbarkeit derartiger Systeme liegen dürfte.
Trotzdem scheint der Weg zu einer derartigen Waffensicherung in Deutschland eingeschlagen. Dies legen die Stellungnahmen der politischen Fraktionen im Deutschen Bundestag zur Waffenpersonalisierung nahe, die anlässlich der Verfügbarkeit von WPW-Lock Anfang 2013 von den Sprechern für das Waffenrecht im Innenausschuss des Deutschen Bundestages abgegeben wurden:
- CDU/CSU: Günter Lach MdB: „Grundsätzlich stehe ich technischen Möglichkeiten offen gegenüber, die die Sicherheit beim Umgang und der Aufbewahrung von Waffen erhöht. Dies kann in Form von Waffenschlössern oder auch […] durch Personalisierung geschehen.“
- CSU: Stephan Mayer MdB: „Sicher kann eine gesetzlich vorgegebene Personalisierung von Schusswaffen einen Mehrgewinn an Sicherheit für die Allgemeinheit darstellen.“
- FDP: Serkan Tören MdB: „Sicherlich können ergänzende Sicherungssysteme für Waffen einen Beitrag zur Erhöhung der Sicherheit der Bevölkerung darstellen.“
- SPD: Gabriele Fograscher MdB: „Die SPD-Bundestagsfraktion ist grundsätzlich für jede Neuerung offen, die zu mehr Sicherheit beim Umgang mit Waffen führt und Missbrauchsmöglichkeiten reduziert. Sie haben auch richtig bemerkt, dass in der Anhörung des Innenausschusses des Bundestages zum Waffenrecht eine große Mehrheit für die Personalisierung von Schusswaffen war.“ Daniela Kolbe MdB: „Sie haben recht, dass es innerhalb der SPD-Fraktion eine generelle Zustimmung zu einer Personalisierung von Schusswaffen gibt, sofern die technische Umsetzung ohne Probleme funktioniert.“
- Fraktion Bündnis 90/Die Grünen: Wolfgang Wieland MdB: „Die Individualisierung einer Schusswaffe durch technische Mittel klingt mit Blick auf einen möglichst effektiven Schutz vor Schusswaffenmissbrauch vielversprechend. […] Im Ergebnis sind Ansätze, Schusswaffen technisch so sicher zu machen, dass Missbrauch Dritter nahezu ausgeschlossen werden kann, durchaus begrüßenswert und in bestimmten Zusammenhängen auch zukunftsfähig. […] Die Grüne Bundestagsfraktion steht Vorschlägen zur technischen Sicherung von Waffen sehr aufgeschlossen gegenüber.“
- Die Linke: Frank Tempel MdB: „Das Zurückdrängen der Bedrohung durch Schusswaffen ist seit Jahren Anliegen der Linksfraktion. […] Hierbei zielen wir unter anderem auf einen deutlich schwierigeren Zugang von Waffen und Munition durch Unbefugte ab. […] Vor Amoklagen gelangen häufig legale Waffen in die Hände von Unbefugten (meist Familienangehörige von Sportschützen). Das Konzept der personalisierten, mechanischen Sicherung würde für solche Fälle Sinn machen […].“

### Europäische Union
Auch in der Europäischen Union scheint der Weg in Richtung einer Waffenpersonalisierung eingeschlagen. Am 21. Oktober 2013 veröffentlichte die Europäische Kommission durch Kommissarin Cecilia Malmström ein Dokument, in welchem unter Artikel 4.2. folgender Text enthalten ist: „Die Kommission wird gemeinsam mit der Schusswaffenindustrie nach technologischen Lösungen (wie biometrische Sensoren bei Schusswaffen, in denen personenbezogene Daten gespeichert sind) suchen, damit erworbene Schusswaffen nur von ihrem rechtmäßigen Besitzer verwendet werden können. Sie wird eine detaillierte Kosten-Nutzen-Analyse durchführen und dabei prüfen, ob solche Sicherheitsmerkmale »intelligenter Waffen« für rechtmäßig in der EU verkaufte Schusswaffen verbindlich vorgeschrieben werden sollten.“

### Vereinigte Staaten von Amerika
In den USA wurden bereits in den beiden Bundesstaaten New Jersey und Maryland im Rahmen der technology waiting legislation vorsorglich Gesetze zur Personalisierung von Schusswaffen erlassen, die wirksam werden, sobald ein verlässliches System auf dem Markt ist, und es gab bereits gleichlautende Initiativen bis auf Kongressebene. Bisher sind die Umsetzung sowie weitere Initiativen an den fehlenden technischen Lösungen gescheitert. Zwar gibt es durch die National Rifle Association eine Opposition zu derartigen Technologien, diese ist jedoch vergleichsweise schwach.
In jedem Fall stehen Smart-Arm-Technologien nicht im Widerspruch zum 2. Zusatzartikel zur Verfassung der Vereinigten Staaten und daher scheint die Waffenpersonalisierung auch ein Ausweg für die Politik, wie Reaktionen auf spektakuläre Fälle von Waffenmissbrauch wie beispielsweise der Amoklauf von Newtown zeigen. Darauf bezugnehmend äußerte der von Präsident Barack Obama mit der Leitung der Taskforce für Waffensicherheit betraute Vizepräsident Joe Biden, dass derartige Technologien in diesem Fall eine Menge verändert hätten und Präsident Obama forderte in seiner „Executive 15.“ seinen Generalstaatsanwalt auf, die Verfügbarkeit neuer Sicherheitstechnologien für Waffen zu eruieren und die Industrie aufzufordern, weitere derartige Technologien zu entwickeln.

## Kritik
Der elektronisch kontrollierte Zündmechanismus einer Waffe könnte durch Hochleistungsmikrowellen manipuliert und so durch Dritte die Nutzung durch die autorisierte Person verhindert werden. Wolfgang Dicke, Beauftragter für Waffentechnik und Waffenrecht der Gewerkschaft der Polizei, befürchtet daher, dass Signaturwaffen für den Einsatz bei der Polizei ungeeignet sind und die Entwicklung solcher Waffen zu einer „Sackgasse zu werden droht“. Somit wird im Fehlerfall der Sicherheitselektronik das Abfeuern der Waffe im zivilen Umfeld generell untersagt, während es im professionellen Umfeld, beispielsweise bei der Polizei oder dem Militär, generell freigegeben wird.
Waffenrechtler sowie die National Rifle Association der Vereinigten Staaten kritisieren, dass Signaturwaffen zur Kontrolle der Waffenbesitzer dienen sollen. Das Violence Policy Center befürchtet, dass Signaturwaffen die Waffe zu einem alltäglichen Gegenstand machen, da sie Sicherheit suggerieren.
Bei dem Modell iP1 des deutschen Waffenherstellers Armatix wurde die Signaturfunktion, die über Funk zwischen der Waffe und einer Smartwatch realisiert wird, mit einem Hack überwunden: Zum einen wurden die Funksignale entschlüsselt, sodass durch ein Störsignal die Waffe gesichert blieb oder aber Unberechtigte z. B. nach einem Diebstahl die Waffe hätten nutzen können, zum anderen konnte mit einem starken Magneten die Waffe trotzdem abgefeuert werden.

## Rezeption
Öffentliche Aufmerksamkeit erhielt diese Waffengattung 2012 durch ihre Verwendung im Spielfilm James Bond 007: Skyfall. Bereits in dem 1989 veröffentlichten Film James Bond 007 – Lizenz zum Töten war eine Signaturwaffe in Form einer Kamera der 500er-Serie von Hasselblad zu sehen, die mit dem Begriff „Signaturwaffe“ betitelt wurde. Weiterhin kamen Signaturwaffen in Filmproduktionen wie beispielsweise Westworld, Judge Dredd oder Shoot 'Em Up vor.

## Belege
1. 1 2  Violence Policy Center: The False Hope of the „Smart“ Gun
2. 1 2  Financial Times Deutschland: James Bond „Skyfall“: In tüftliger Mission (Memento vom 1. Mai 2013 im Internet Archive), Panorama/Kultur, Siegfried Tesche, 4. November 2012
3. 1 2 3 4 5  Wolfgang Dicke: Neuigkeiten auf dem Gebiet Waffen- und Gerätewesen, Gewerkschaft der Polizei (PDF; 80 kB), Bundesvorstand, Beauftragter für Waffentechnik und Waffenrecht, Hilden, 29. September 2005, S. 3f
4. ↑  No Chip in Arm, No Shot From Gun, Wired, Palm Beach, Florida, Associated Press, 14. April 2004
5. ↑  Guns Magazine: State of the Smart Gun, Massad Ayoob
6. ↑  Shooting Industry: Selling Safety Priority #1, 2000
7. ↑  Smart Lock Technology Inc.: Magloc Smart Gun Conversion System, 20. August 2007
8. ↑  Smart System (Memento vom 4. Juni 2013 im Internet Archive), Armatix GmbH
9. ↑  Würkner-Personal-Weapon-Lock, Sperrvorrichtung für Schusswaffen (Memento vom 23. August 2013 im Internet Archive), WPW-Lock, September 2012
10. ↑  Waffengesetz: § 36 Abs. 5 Nr. 3 WaffG, mit der Novellierung vom 25. Juli 2009
11. 1 2  Das politische Umfeld sowie Meinungen zur Waffensicherung durch Personalisierung anlässlich der Verfügbarkeit von WPW-Lock (Memento vom 11. Mai 2015 im Internet Archive), WPW-Lock, politisches Feedback, März 2013
12. ↑  Europäische Kommission:  Schusswaffen und die innere Sicherheit der EU: Schutz der Bürger und Unterbindung des illegalen Handels (Memento vom 24. Dezember 2013 im Internet Archive), publiziert am 21. Oktober 2013
13. ↑  Law Center to Prevent Gun Violence: Personalized & Owner-Authorized Firearms Policy Summary, Webpage von Law Center to Prevent Gun Violence, San Francisco, USA
14. ↑  New Jersey Smart Gun Legislation Enacted, FOX News Network, LLC, December 23, 2002, Associated Press
15. ↑  Archivversion: NRA’s position on so-called smart guns…, NRA-ILA statement, The Winning Team, 10/1/98 published by NRA-Members
16. ↑  Business Insider: Joe Biden Floated Support For New Gun Technology That He Thinks Could Have 'Changed Something' In Newtown, New York City, Jan. 12, 2013, 2:50 PM, von Brett LoGiurato
17. ↑   Now is the time, gun violence reduction executive actions (Memento vom 7. Dezember 2013 im Internet Archive), Weißes Haus (PDF; 130 kB), USA, Veröffentlichung des Weißen Hauses vom 16. Januar 2013
18. ↑  Steve Friess: NRA: Smart Guns Are Plain Stupid, Wired, Reno, Nevada, 30. April 2002
19. ↑  Sicherheit einer smarten Pistole geknackt, Bericht vom 29. Juli 2017 auf heise.de, abgerufen am 31. Juli 2017
20. 1 2  Happy Birthday: James Bond wird 50, Der Tagesspiegel, Fotostrecke, 4. Oktober 2012
21. ↑  Interview mit Siegfried Tesche, Carolin Ströbele: James Bond: Die Spezialeffekte ihrer Majestät, Die Zeit, 30. Oktober 2012, S. 2
22. ↑  Tobias Winzer: Wie realistisch sind James-Bond-Filme?, Mitteldeutsche Zeitung, Film, 4. November 2008
23. ↑  Review: Lizenz zum Töten (1989), Online-Filmdatenbank, vodkamartini, 1. November 2011
24. ↑  Siegfried Tesche: Die besten Zitate aus James Bond-Filmen: Für Reden, E-Mails, Gästebuch, zum Vergnügen und zur Erkenntnis. Arcadia Publishing, 2009, ISBN 3-86910-007-9 (eingeschränkte Vorschau in der Google-Buchsuche).